# 安氏副獅子魚
安氏副獅子鱼，为輻鰭魚綱鮋形目杜父魚亞目狮子鱼科的其中一種。目前發現於南冰洋羅斯海海域，屬深海底棲性魚類，棲息在水深1883至2306公尺的海域，生活習性不明。